# Colombia International 2016
Die Colombia International 2016 im Badminton fanden vom 22. bis zum 25. September 2016 in Neiva statt.

## Sieger und Platzierte
| Disziplin    | Gold                                    | Silber                               | Bronze                                             |
| ------------ | --------------------------------------- | ------------------------------------ | -------------------------------------------------- |
| Herreneinzel | Rubén Castellanos                       | Rodolfo Ramírez                      | Nicholas Bonkowsky                                 |
| Herreneinzel | Rubén Castellanos                       | Rodolfo Ramírez                      | Anibal Marroquín                                   |
| Dameneinzel  | Nikte Sotomayor                         | Laura Sánchez                        | Natalia Romero                                     |
| Dameneinzel  | Nikte Sotomayor                         | Laura Sánchez                        | Magly Villamizar Ordonez                           |
| Herrendoppel | Rubén Castellanos Anibal Marroquín      | Jonathan Solís Rodolfo Ramírez       | Nicholas Bonkowsky Mathew Fogarty                  |
| Herrendoppel | Rubén Castellanos Anibal Marroquín      | Jonathan Solís Rodolfo Ramírez       | Diego Lopera Barrientos Mateo                      |
| Damendoppel  | Angela Ordoñez Magly Villamizar Ordonez | Maryi Ordonez Cabrera Natalia Romero | Tatiana Caicedo Munoz Liceth Camila Sanchez Lozano |
| Damendoppel  | Angela Ordoñez Magly Villamizar Ordonez | Maryi Ordonez Cabrera Natalia Romero | Laura Valentina Londono Cristina Ramirez           |
| Mixed        | Jonathan Solís Nikte Sotomayor          | Yamit Gironza Tatiana Caicedo Munoz  | Diego Lopera Laura Valentina Londono               |
| Mixed        | Jonathan Solís Nikte Sotomayor          | Yamit Gironza Tatiana Caicedo Munoz  | Barrientos Mateo Laura Sánchez                     |